# Округ Адамс (Вашингтон)
Округ Адамс (енгл. Adams County) је округ у америчкој савезној држави Вашингтон.

## Демографија
По попису из 2010. године број становника је 18.728, што је 2.3 (14,0%) становника више него 2000. године.
| Група             | 2000.         | 2010.          |
| Белци             | 8.366 (50,9%) | 7.262 (38,8%)  |
| Афроамериканци    | 46 (0,3%)     | 109 (0,6%)     |
| Азијати           | 99 (0,6%)     | 125 (0,7%)     |
| Хиспаноамериканци | 7.732 (47,1%) | 11.099 (59,3%) |
| Укупно            | 16.428        | 18.728         |